# 縮景園前停留場

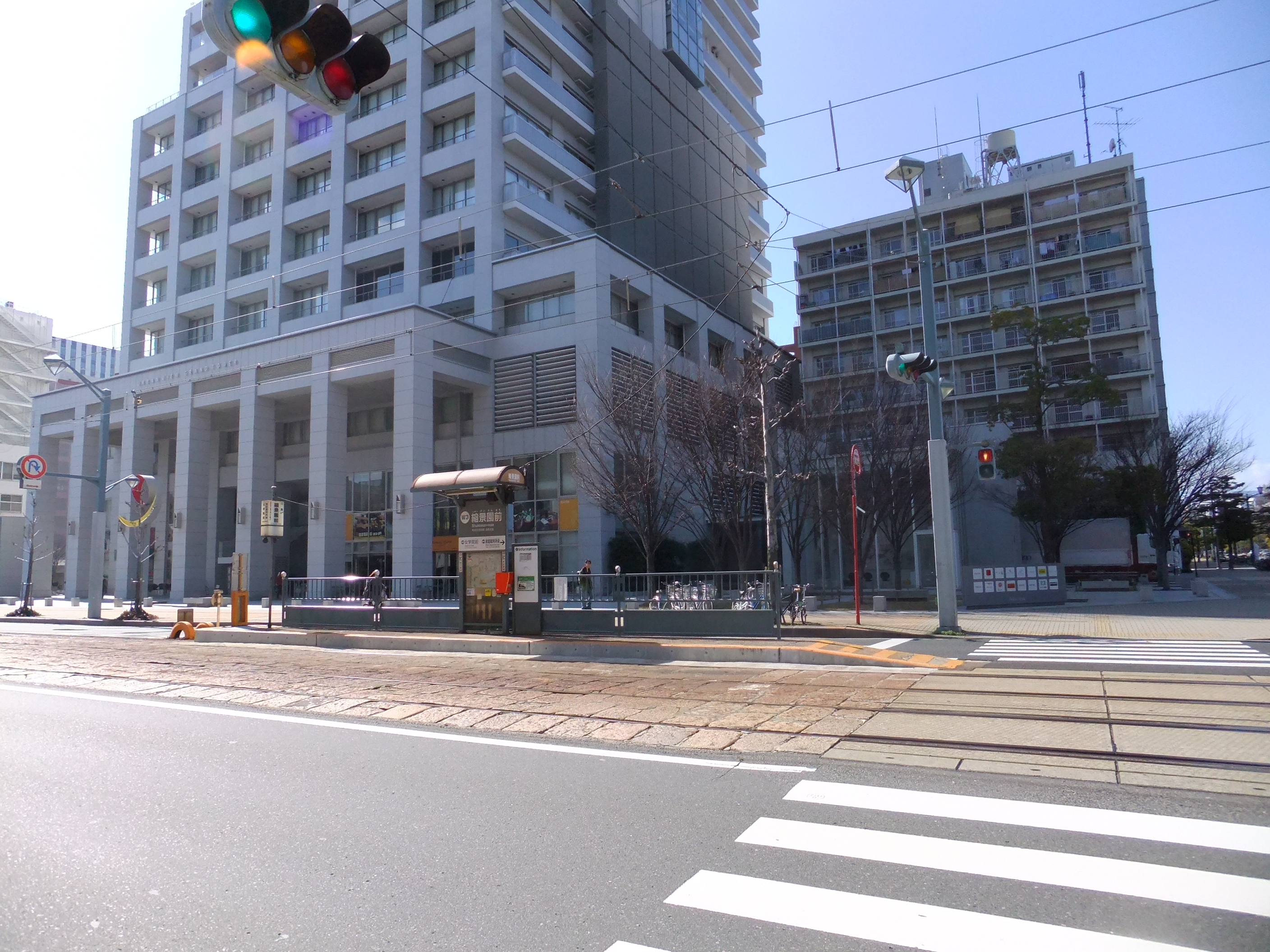
白島方向月台

縮景園前停留場（日语：／ Shukkeien-mae teiryūjō */?），又稱縮景園前電車站，是位於廣島縣廣島市中區上幟町，廣島電鐵白島線的電車站。車站編號為W3。
此電車站最接近廣島藩初代藩主淺野長晟的別邸庭園——縮景園。

## 歷史
在1912年（大正元年），白島線開通，當時在縮景園前方位置設置了泉邸前停留場（日语：／）。當中「泉邸」是縮景園的別名。當時白島線的走線是沿廣島城的外護城河上的道路上行走（現時於廣島東稅務署前的道路，白島通西邊）。當時路線從八丁堀北上，然後在東稅務署前轉向廣島縣立美術館前，然後轉往北邊。而泉邸前停留場是位於彎位上。
在太平洋戰爭下的1945年（昭和20年）2月，此電車站暫停營業。同年8月6日，廣島市被投下原子彈，使白島線全線不能能行。在戰後，於主幹道（白島通）上再次敷設白島線（新路軌），在開通當時此電車站也啟用。
- 1912年（大正元年）11月23日 - 白島線全線開通，泉邸前停留場啟用[2][3]。
- 1945年（昭和20年）
  - 2月1日 - 電車站暫停使用[3]。
  - 8月6日 - 廣島市被投下原子彈，使白島線全線不能能行[3]。
- 1952年（昭和27年）6月10日 - 白島線在白島通上建設新路軌，白島線重開[3][7]。泉邸前停留場廢止，於新線上開設縮景園前停留場[2]。

## 電車站構造
電車站是建造在共用行車道上。電車站設有2面2線的相對式低地台月台（千鳥式月台），兩月台之間設有路口分隔。在路口南邊是白島方向的下行月台，北邊是八丁堀方向的上行月台。

### 運行系統
此電車站是白島線電車站之一。9系統會駛入此站。
| 上行月台 | 9號線 | 前往八丁堀、江波 |
| 下行月台 | 9號線 | 前往白島         |

## 電車站周邊
縮景園位於電車站東北方，於電車站前設有廣島縣立美術館。在戰後電車站曾經鄰近廣島縣立圖書館，隨後1988年（昭和63年）遷移至千田町。電車站西邊設有檢察廳（廣島高檢、地檢）、廣島地方法務合同廳舍和裁判所（廣島高裁、地裁、簡裁）等司法相關設施。此外，電車站附近設有辨公大樓和公寓，在2004年（平成16年），市內最高的高層大廈Urban View Grand Tower開幕。
- 廣島市立幟町中學（日语：広島市立幟町中学校） - 原爆之子像上的人物佐佐木禎子曾經就讀此學校。
- 廣島東稅務署
- 廣島司法書士會館
- RCC中國放送
- 廣島城
- 縮景園前巴士站 - 廣電巴士（日语：広電バス）12號線（日语：広島電鉄仁保営業課#現行路線）停靠此站。

## 相鄰電車站
廣島電鐵
■白島線
女學院前（W2）－縮景園前（W3）－家庭裁判所前（W4）

## 注腳
1. 1 2 3  川島令三. . 【図説】 日本の鉄道. 第7巻 広島エリア. 講談社. 2012: 8・85頁. ISBN 978-4-06-295157-9 （日语）.
2. 1 2 3 4  今尾惠介（監修）. . 11 中国四国. 新潮社. 2009: 18・38頁. ISBN 978-4-10-790029-6.
3. 1 2 3 4 5 6  《広電が走る街 今昔》150-157頁
4. ↑  . 廣島Navigator. 廣島觀光會議局.   [2016-09-25]. （原始内容存档于2014-04-13）.
5. 1 2 3 4 5 6  《広電が走る街 今昔》38・96-100頁
6. ↑  《広電が走る街 今昔》156頁指及，泉邸前停留場是遷移至現時位置。
7. ↑  . 広島電鉄. 2012: 125 （日语）.
8. 1 2 3  川島令三.  中国篇 2. 草思社. 2009: 103・107頁. ISBN 978-4-7942-1711-0.

## 外部連結
- 縮景園前 | 電車情報：電停指南 （页面存档备份，存于）（日語） - 廣島電鐵